# صحيفة الوحدة (فلسطين)

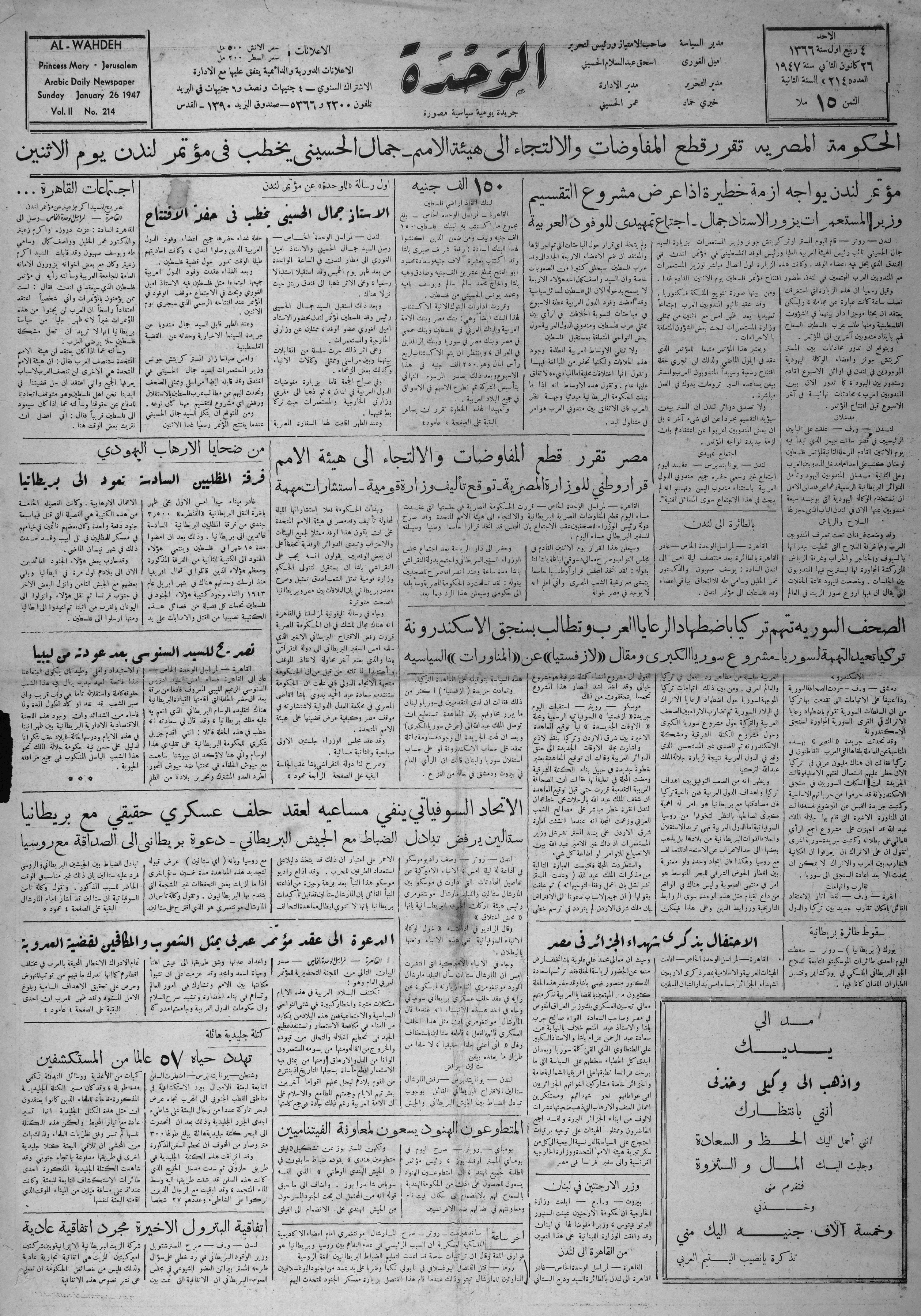
غلاف صحيفة الوحدة الفلسطينية

صحيفة الوحدة هي صحيفة إخبارية وطنية غير حزبية، عربية سياسية ادبية اجتماعية مصورة، صدرت في القدس عام 1945 ولم تنهي سنتها في الإصدار، تركز على القضايا السياسية والاجتماعية المحلية بصورة خاصة إلى جانب تركيزها على بعض القضايا الدولية ذات الصلة بالمسائل المحلية. خصصت الصحيفة مكانا ومجالا واسعا للكتابة عن مخاطر القنبلة الذرية والخوف الذي سببته بين الناس. كذلك يلاحظ أن الصحيفة تولي أهمية بالغة إلى قضايا عمالية وزراعية في البلاد بوصفها قضايا سياسية نابعة من الظروف السياسية البائسة المهيمنة على البلاد والناجمة عن سياسية سلطات الانتداب. كما وخصّصت الصحيفة مكانًا واسعًا لقضايا الأدب والفن والرياضة خاصة تلك المتعلقة بالمجتمع الفلسطيني في البلاد.
يتضح من الخط التحريري للصحيفة أنها كانت موالية للملك عبد الله بن الحسين في شرق الأردن.
صدر العدد الأول منها في يوم الثلاثاء الموافق 5 حزيران عام 1945، صدرت كصحيفة اسبوعية، يرئس تحريرها اسحق عبد السلام الحسيني الذي كان نفسه المدير العام. قد صدرت الجريدة بثماني صفحات كبيرة. وجاء تحت اسمها عبارة «جريدة عربية سياسية ادبية اجتماعية مصورة» مستقلة تصدر اسبوعيا، كما انها جريدة العامل، والفلاح، والسياسي، والاديب، ولسان حال النهضة العربية الحاضرة.
تحت عنوان «فاتحو وعهد» قال رئيس تحريرها: ان هذه الصحيفة من العرب ولهم، تخدم العربي في الوطن والمهجر وهي للفلسطيني، تخدمه في الحقل والمصنع، وهي الراي الحر لكل مناضل عن العروبة وخادم لمبادئها القومية. كما وقال ان إحدى اهدافها المركزية هي هدم السدود الوهمية بين البلاد، وثانيا خدمة الوطن الفلسطيني في شتى النواحي العامة، حيث انها ستعالج جميع القضايا التي تهم طبقات الشعب المختلفة، وفي مقدمتها الطالب، والفلاح في الثقافة والصناعة والزراعة.